# Daniel Komen
Ej att förväxla med Daniel Kipchirchir Komen
Daniel Komen, född den 17 maj 1976, är en kenyansk före detta friidrottare som tävlade i medeldistanslöpning.
Komens genombrott kom 1994 då han vann junior-VM guld både på 5 000 meter och på 10 000 meter. Vid VM 1997 i Aten vann han guldet på 5 000 meter. Året därpå vann han guld både vid Afrikanska mästerskapen och vid Samväldesspelen. Hans sista mästerskap blev VM 1999 då han slutade på femte plats på 5 000 meter. 
Komen noterade två världsrekord utomhus. Dels noterade han ett nytt världsrekord på 5 000 meter när han sprang på 12.39,74. Ett rekord som han hade i knappt ett år innan Haile Gebrselassie slog det. Dels det nugällande världsrekordet på 3 000 meter som noterades i Italienska Rieti 1996 och som lyder på 7.20,67. Han innehar dessutom världsrekordet inomhus på 7.24,90, från Budapest 1998.

## Personliga rekord

### Utomhus
- 1 500 meter – 3:29,46 (från 16 augusti 1997) [1]
- 1 Mile – 3:46,38 (från 26 augusti 1997) [1]
- 2 000 meter – 4:51,30 (från 5 juni 1998) [1]
- 3 000 meter – 7:20,67 (från 1 september 1996) [1]
- 2 Miles – 7:58,61 (från 19 juli 1997) [1]
- 5 000 meter – 12:39,74 (från 22 augusti 1997) [1]
- 10 000 meter – 27:38,32 (från 30 augusti 2002) [1]
- 3000 meter hinder – 8:54,50 (från 12 juni 1994) [1]
- 8 kilometer – 22:53 (från 13 juli 2002) [1]

### Inomhus
- 2 000 meter – 4:58.77 (från 5 februari 1999) [1]
- 3 000 meter – 7:24.90 (från 6 februari 1998) [1]
- 2 Miles – 8:16.89 (från 18 februari 2001) [1]
- 5 000 meter – 12:51.48 (från 19 februari 1998) [1]